# Derocrepis graeca
Derocrepis graeca es una especie de insecto coleóptero de la familia Chrysomelidae. Fue descrita científicamente en 1884 por Allard.